# Deiniol Jones
Deiniol Llyr Jones (* 18. November 1977 in Carmarthen) ist ein walisischer Rugby-Union-Spieler, der in der zweiten Reihe spielt. Er ist für die Cardiff Blues aktiv und wurde bislang sieben Mal in der walisischen Nationalmannschaft 
eingesetzt.
Jones begann im Jahr 1997 mit einem Chemiestudium an der University of Bath, wo der lokale Rugbyclub Bath RFC auf ihn aufmerksam wurde. Nach drei Jahren in Bath wurde er im Jahr 2000 an den walisischen Verein Ebbw Vale RFC ausgeliehen und wechselte danach nach Bridgend. Mit Gründung der regionalen Mannschaften in Wales ging er zu den Celtic Warriors, die jedoch nach einer Spielzeit wieder aufgelöst wurden. So kam er zu den Cardiff Blues, bei denen er seit 2004 aktiv ist.
Jones spielte in allen Jugendnationalmannschaften, bevor er im November 2000 sein Debüt für die Herrenauswahl gegen Samoa gab. Seitdem wurde er nur sporadisch eingesetzt, zuletzt im Juni 2009.